# Erkki Lahti
Pour les articles homonymes, voir Lahti (homonymie).
 Erkki Lahti (né en 1816 à Evijärvi et mort en 1858) est un sculpteur finlandais.

## Biographie
En 1983, l'écrivain Antti Tuuri a créé un spectacle intitulé Pittipoika sur la vie et l'oeuvre de Erkki Lahti.

## Œuvres
Erkki Lahti a sculpté les statues de pauvre hommes des églises suivants :
- Église de Ähtävä,
- Église d'Ilmajoki,
- Église de Lappajärvi,
- Église de Kruunupyy,
- Église de Pedersöre.